# Медаль «Золотая Звезда» (Россия)
Меда́ль «Золота́я Звезда́» — государственная награда России. Учреждена в 1992 году как знак отличия к званию «Герой Российской Федерации», которое присваивается Президентом Российской Федерации за заслуги перед государством и народом, связанные с совершением геройского подвига.

## История
Медаль «Золотая Звезда» учреждена Законом Российской Федерации № 2553-I от 20 марта 1992 года одновременно с установлением звания «Герой Российской Федерации».

## Описание медали

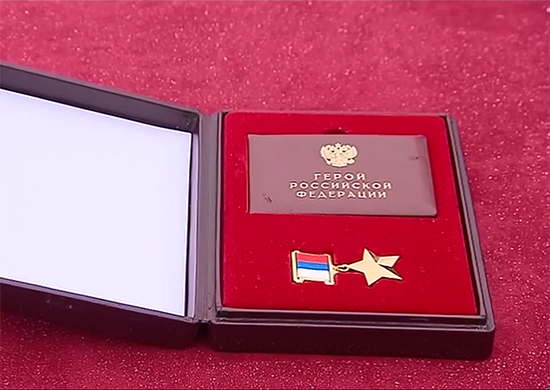
Медаль «Золотая Звезда» и удостоверение Героя Российской Федерации
Олега Анатольевича Пешкова

Описание медали «Золотая Звезда» утверждено Законом Российской Федерации  от 20 марта 1992 года № 2553-I:

Медаль «Золотая Звезда» представляет собой пятиконечную звезду с гладкими двугранными лучами на лицевой стороне. Длина луча — 15 мм.
Оборотная сторона медали имеет гладкую поверхность и ограничена по контуру выступающим тонким ободком.
На оборотной стороне в центре медали расположена надпись выпуклыми буквами: «Герой России». Размер букв 4×2 мм. В верхнем луче — номер медали, высотой в 1 мм.
Медаль при помощи ушка и кольца соединяется с металлической позолоченной колодочкой, представляющей собой прямоугольную пластинку высотой 15 мм и шириной 19,5 мм, с рамками в верхней и нижней частях.
Вдоль основания колодочки идут прорези, внутренняя её часть обтянута муаровой трехцветной лентой в соответствии с расцветкой Государственного флага Российской Федерации.
Колодочка имеет на оборотной стороне нарезной штифт с гайкой для прикрепления медали к одежде. Медаль золотая, весом 21,5 грамма.

## Ношение
Медаль «Золотая Звезда» носится на левой стороне груди над орденами и медалями.